# تشارلي ساندرز
تشارلي ساندرز (بالإنجليزية: Charlie Sanders)‏ (و. 1979 – م) هو ممثل، وممثل تلفزيوني، وكاتب سيناريو، من الولايات المتحدة الأمريكية، ولد في منيابولس، مينيسوتا.

## وصلات خارجية
- تشارلي ساندرز على موقع IMDb (الإنجليزية)
- تشارلي ساندرز على موقع ألو سيني (الفرنسية)
- تشارلي ساندرز على موقع ميوزك برينز (الإنجليزية)
- تشارلي ساندرز على موقع أول موفي (الإنجليزية)
- تشارلي ساندرز على موقع كينوبويسك (الروسية)